# باندورائية رئوية
باندورائية رئوية (الاسم العلمي: Pandoraea pulmonicola) هي نوع من البكتيريا، سلبية الغرام، تتبع جنس الباندورائيات.